# Ibrahima Conté (ur. 1996)
Ibrahima Sory Conté (ur. 3 kwietnia 1996 w Konakry) – piłkarz gwinejski grający na pozycji środkowego obrońcy. Od 2018 jest piłkarzem klubu Chamois Niortais FC.

## Kariera klubowa
Swoją karierę piłkarską Conté rozpoczął w klubie Satellite FC. W sezonie 2013 zadebiutował w jego barwach w pierwszej lidze gwinejskiej. W debiutanckim sezonie wywalczył z nim wicemistrzostwo Gwinei.
Na początku 2015 roku Conté przeszedł do francuskiego FC Lorient. Do 2017 roku grał w rezerwach tego klubu, a następnie stał się członkiem pierwszego zespołu. W nim swój debiut w Ligue 2 zaliczył 29 lipca 2017 w zremisowanym 1:1 domowym meczu z US Quevilly. W Lorient grał do lata 2018.
Latem 2018 roku Conté przeszedł na wypożyczenie do Chamois Niortais FC, a w 2019 został wykupiony przez ten klub. Swój debiut w nim zanotował 27 lipca 2018 w zwycięskim 2:1 wyjazdowym meczu z Red Star FC.
| Sezon   | Klub                | Kraj    | Rozgrywki            | Mecze | Gole |
| ------- | ------------------- | ------- | -------------------- | ----- | ---- |
| 2013    | Satellite FC        | Gwinea  | Championnat National | ?     | ?    |
| 2013/14 | Satellite FC        | Gwinea  | Championnat National | ?     | ?    |
| 2014/15 | Satellite FC        | Gwinea  | Championnat National | ?     | ?    |
| 2014/15 | FC Lorient B        | Francja | CFA                  | 10    | 1    |
| 2015/16 | FC Lorient B        | Francja | CFA                  | 13    | 2    |
| 2016/17 | FC Lorient B        | Francja | CFA                  | 9     | 0    |
| 2017/18 | FC Lorient          | Francja | Ligue 2              | 26    | 2    |
| 2018/19 | Chamois Niortais FC | Francja | Ligue 2              | 18    | 2    |
| 2019/20 | Chamois Niortais FC | Francja | Ligue 2              | 0     | 0    |
| 2020/21 | Chamois Niortais FC | Francja | Ligue 2              | 19    | 0    |

## Kariera reprezentacyjna
W reprezentacji Gwinei Conté zadebiutował 6 lipca 2013 roku w przegranym 1:3 meczu Mistrzostw Narodów Afryki 2014 z Mali rozegranym w Bamako. W 2022 roku został powołany do kadry na Puchar Narodów Afryki 2021. Rozegrał na nim cztery mecze: grupowe z Malawi (1:0), z Senegalem (0:0) i z Zimbabwe (1:2) oraz w 1/8 finału z Gambią (0:1).